# Герб Новофедорівки
Герб Новофедорівки — офіційний символ смт Новофедорівки (Сакський район АРК), затверджений рішенням Новофедорівської селищної ради від 26 березня 2010 року. Автор герба - О.І. Маскевич. 

## Опис герба
Щит пересічено зправа, у першому червоному півполі Ікар із срібними крилами, у другому синьому - грецький корабель бірема.
Щит покладено на картуш і увінчано міською мурованою короною.

## Символіка
Ікар символізує мрію людини злетіти в небо і парити як птах. Ікар один з перших міфічних персонажів - людей, який піднявся в небо. Наявність зображення Ікара позначає значення селища в народженні й розвитку авіації. Червоний колір традиційно символізує хоробрість, мужність, любов, а також кров, пролиту в боротьбі. Права верхня частина герба символізує історію розвитку селища, пов'язану з військовим аеродромом.
Грецький корабель - бірема, використовувалася древніми еллінами в IV - V столітті д.н.е. Цей період часу пов'язаний з колонізацією кримського півострова давніми греками. Саме греки приносять до Криму античну цивілізацію. Стародавні греки були неперевершеними мореплавцями свого часу, безстрашними відкривачами нових земель. Зображення корабля символізує військово-морський флот. Бірема розташована на синьому тлі, що традиційно символізує великодушність, чесність, вірність і бездоганність - основний девіз військових моряків.
Два зображення об'єднує щит, що символізує об'єднання авіації і військового флоту. Щит, з нанесеними на нього зображенням відображає історію селища з другої половини XX століття, а саме базування палубної авіації на військовому аеродромі.
Наявність корони у вигляді кріпосної вежі з трьома зубцями - мерлонами. Вежа символ оборони, захисту, а також незламності і фортеці. Символізує головне завдання жителів населеного пункту - забезпечення діяльності військової частини, що стоїть на сторожі рубежів нашої Батьківщини.